# Unity (Bundesstaat)
Unity (arabisch الوحدة al-Wahda, deutsch: „Einheit“; auch englisch Western Upper Nile genannt) ist ein Bundesstaat im Südsudan.
Er hat eine Fläche von 35.956 km² und laut den offiziellen Ergebnissen des Zensus von 2008 rund 586.000 Einwohner. Seine Hauptstadt ist Bentiu. In Unity befinden sich bedeutende Erdölvorkommen.

## Geografie
Bedeutende Orte neben der Hauptstadt Bentiu sind Rubkona, Mayom, Leer, Adok, Nyal und Pariang. Eine kleinere Ortschaft ist Biem.

## Bevölkerung
Die Bewohner von Unity gehören hauptsächlich den Volksgruppen der Nuer und Dinka an.

## Geschichte
Von 1919 bis 1991 gehörte das Gebiet des heutigen Bundesstaates Unity zur Provinz A'ali an-Nil (Obernil), von 1991 bis 1994 gehörte es zum neu geschaffenen Bundesstaat A’ali an-Nil, der in den Grenzen der Provinz A’ali an-Nil von 1919 bis 1976 glich. Am 14. Februar 1994 wurde Unity als eigener Bundesstaat von A’ali an-Nil abgespalten.

### Erdölfunde
1978 fand Chevron in der Nähe von Bentiu erstmals Erdöl im Sudan. Die sudanesische Regierung gab dem Ölfeld den Namen Unity/al-Wahda. Die Regierung unter Dschafar Numeiri versuchte im Jahre 1980, die Grenzen der damaligen Provinz A’ali an-Nil so zu ändern, dass die Ölvorkommen neu zur nördlichen Provinz Kordofan gehört hätten. Sie scheiterte aber am südsudanesischen Widerstand im Parlament sowie in Form von Demonstrationen.

### Bürgerkrieg
Im zweiten Sezessionskrieg im Südsudan vertrieben die Regierungsarmee und regierungstreue Baggara-Milizen ab 1983 Nuer- und Dinka-Zivilisten aus den Erdölgebieten im Norden des Bundesstaates. Die Bevölkerung in diesen Gebieten war schwer vom Krieg betroffen. Ein Großteil des Viehs der Nuer und Dinka wurde geraubt. Da sich die Menschen in die Wälder zurückzogen, um den Angriffen zu entgehen, waren sie vermehrt der Tropenkrankheit Kala Azar ausgesetzt.
Im übrigen Gebiet des Bundesstaates kämpften verschiedene Warlords zeitweise für, zeitweise gegen die sudanesische Regierung sowie gegeneinander.
2001/02 drangen Baggara-Milizen über die neue Brücke in Bentiu, die vom schwedischen Erdölunternehmen Lundin Petroleum gebaut worden war, erstmals über den Bahr al-Ghazal nach Süden in weitere Erdölgebiete vor.

### Seit dem Friedensabkommen 2005
Seit 2010 führen mehrere ehemalige Kommandanten der SPLA, die seit 2005 im Südsudan regiert, in Unity Rebellionen gegen die Regierung, insbesondere Gatluak Gai (seit 2010) und Peter Gatdet Yak (seit März 2011).
Im Juni 2011 verübte die sudanesische Armee mehrere Luftangriffe auf Yau (Jaw, Jau) nahe der Grenze von Unity zum Sudan, wo sich eine Basis der SPLA befindet. Bei diesen Angriffen, die im Zusammenhang mit den Kämpfen im sudanesischen Dschanub Kurdufan stehen, sollen fünf Zivilisten getötet worden sein. Im November 2011 bombardierte die sudanesische Luftwaffe ein Lager in Yida, wo mehr als 20.000 Flüchtlinge aus dem Sudan leben. Im Februar 2012 brachen erneut Kämpfe um die Stadt Jau aus, bei denen bis zu 150 Soldaten des Nordens getötet wurden. Im April 2012 bombardierte die sudanesische Luftwaffe Bentiu.
2015 wurde Unity in die neuen Bundesstaaten Ruweng, Northern Liech und Southern Liech zerteilt. Dies wurde 2020 wieder rückgängig gemacht.
Am 20. Februar 2017 stellten UN-Hilfswerke gemeinsam mit Südsudans Ernährungsbehörde IPC offiziell das Bestehen einer Hungersnot in den Landkreisen Leer und Mayendit fest. 100.000 Menschen seien akut vom Hungertod bedroht.

## Wirtschaft
Im Bundesstaat befinden sich Erdöllagerstätten, die durch die Greater Nile Petroleum Operating Company ausgebeutet werden.